# Mahamadou Halilou Sabbo
Mahamadou Halilou Sabbo (* 1937 in Tahoua; † 16. Dezember 2006; auch Mahamadou Halilou Sabo) war ein nigrischer Politiker und Schriftsteller.

## Leben und Wirken
Mahamadou Halilou Sabbo war ab 1957 als Hilfsgrundschullehrer und ab 1963 als Grundschullehrer tätig. Nach einer zweijährigen Ausbildung an der École normale supérieure in Abidjan wurde er 1971 Schulinspektor für Grundschulen. Während des Regimes des Obersten Militärrats unter Seyni Kountché war Halilou Sabbo Mitglied der Regierung Nigers. Er amtierte ab 12. Dezember 1977 als Staatssekretär für Unterricht. Anschließend wurde er am 10. September 1979 Informationsminister und schließlich am 14. Juni 1982 Justizminister. Am 24. Januar 1983 schied er aus der Regierung aus. Halilou Sabbo leitete danach das Office National d’Edition et de Presse (ONEP), das die staatlichen Printmedien Le Sahel und Sahel Dimanche herausgibt, sowie das staatliche Institut für Dokumentation, Forschung und Pädagogik. Im Jahr 1996 war er als Berater von Staatspräsident Ibrahim Baré Maïnassara tätig.
Als Schriftsteller ist Mahamadou Halilou Sabbo vor allem für seine Romane Aboki ou L’appel de la côte (1978) und Caprices du destin (1981) bekannt. Aboki handelt von dem Arbeitsmigranten Amadou, der zwanzig Jahre in der Elfenbeinküste verbringt, bis er nach politischen Konflikten und einer Verwundung nach Niger zurückkehrt. In Caprices du destin werden das Bildungssystem Nigers und das diesem entgegengebrachte Misstrauen der Bevölkerung thematisiert. Halilou Sabbo verfasste ferner das Theaterstück Gomma! Adorable Gomma! (1990). Er schrieb in französischer Sprache. Sein Interesse an den Nationalsprachen Nigers äußerte sich darin, dass er in seine Werke zahlreiche auf Französisch übersetzte Hausa-Sprichwörter einfließen ließ.
Mahamadou Halilou Sabbo wurde als Ritter des Nationalordens Nigers und des nigrischen Ordens der akademischen Palmen geehrt, außerdem als Kommandeur des Nationalordens Malis und der Ehrenlegion.

## Werke
- Aboki ou L’appel de la côte. Les Nouvelles Ed. Africaines, Dakar 1978.
- Caprices du destin. Presses de l’Imprimerie Nationale du Niger, Niamey 1981.
- Gomma! Adorable Gomma ! Les Nouvelles Ed. Africaines, Dakar 1990, ISBN 2-85069-652-8.